# Хеледі
Хеледі (груз. ხელედი) — село в Грузії.
За даними перепису населення 2014 року в селі проживає 258 особа.